# Vladimír Hurban
Vladimír Ladislav Hurban, född 4 april 1883, död 26 oktober 1949, var en tjeckoslovakisk diplomat.
Vladimír Hurban blev under första världskriget krigsfånge hos ryssarna, inträdde i tjeckoslovakiska legationen i Ryssland och var verksam i tjeckoslovakiska nationalrådet. Han var 1918–1921 chef för den tjeckoslovakiska militärmissionen i USA, 1924–1930 chargé d'affaires i Egypten, 1930–1936 minister i Sverige, Norge och Litauen och 1936–1945 sändebud i USA (1943–1945 med ambassadörs rang).